# Mistrovství světa ve vodním slalomu 2009
Mistrovství světa ve vodním slalomu 2009 se uskutečnilo v španělském La Seu d'Urgell pod záštitou Mezinárodní kanoistické federace. Jednalo se o 32. mistrovství světa ve vodním slalomu.

## Muži

### Kánoe
| Závod       | Zlato | Čas    | Stříbro                                                                                          | Čas    | Bronz | Čas    |
| C1          | Tony Estanguet (FRA)                                                                                        | 96.21  | Michal Martikán (SVK)                                                                            | 98.76  | Jan Benzien (GER)                                                                                               | 99.60  |
| C1 družstvo | Slovensko Alexander Slafkovský Michal Martikán Matej Beňuš                                                  | 100.84 | Francie Nicolas Peschier Denis Gargaud Chanut Tony Estanguet                                     | 103.77 | Španělsko Jordi Domenjó Jon Ergüín Ander Elosegi                                                                | 106.68 |
| C2          | Slovensko Pavol Hochschorner Peter Hochschorner                                                             | 105.70 | Slovensko Ladislav Škantár Peter Škantár                                                         | 105.84 | Slovinsko Luka Božič Sašo Taljat                                                                                | 107.37 |
| C2 družstvo | Slovensko Pavol Hochschorner a Peter Hochschorner Ladislav Škantár a Peter Škantár Tomáš Kučera a Ján Bátik | 113.51 | Německo David Schröder a Frank Henze Marcus Becker a Stefan Henze Robert Behling a Thomas Becker | 116.97 | Spojené království Tim Baillie a Etienne Stott David Florence a Richard Hounslow Daniel Goddard a Colin Radmore | 117.20 |

### Kajak
| Závod       | Zlato                                               | Čas   | Stříbro                                                        | Čas   | Bronz                                                        | Čas    |
| K1          | Peter Kauzer (SLO)                                  | 92.84 | Boris Neveu (FRA)                                              | 94.89 | Carles Juanmartí (ESP)                                       | 95.89  |
| K1 družstvo | Česko Ivan Pišvejc Vavřinec Hradilek Michal Buchtel | 98.17 | Spojené království Campbell Walsh Huw Swetnam Richard Hounslow | 99.46 | Španělsko Joan Crespo Guillermo Díez-Canedo Carles Juanmartí | 100.62 |

## Ženy

### Kajak
| Závod       | Zlato                                                                       | Čas    | Stříbro                                                   | Čas    | Bronz                                                          | Čas    |
| K1          | Jasmin Schornbergová (GER)                                                  | 106.75 | Maialen Chourrautová (ESP)                                | 107.96 | Elizabeth Neaveová (GBR)                                       | 109.04 |
| K1 družstvo | Spojené království Elizabeth Neaveová Louise Doningtonová Laura Blakemanová | 112.79 | Slovensko Jana Dukátová Elena Kaliská Gabriela Stacherová | 118.14 | Německo Jasmin Schornbergová Claudia Bärová Jacqueline Hornová | 119.84 |

## Medailové pořadí zemí
| Pořadí | Země               | Zlato | Stříbro | Bronz | Celkem |
| ------ | ------------------ | ----- | ------- | ----- | ------ |
| 1      | Slovensko          | 3     | 3       | 0     | 6      |
| 2      | Francie            | 1     | 2       | 0     | 3      |
| 3      | Spojené království | 1     | 1       | 2     | 4      |
| 3      | Německo            | 1     | 1       | 2     | 4      |
| 5      | Slovinsko          | 1     | 0       | 1     | 2      |
| 6      | Česko              | 1     | 0       | 0     | 1      |
| 7      | Španělsko          | 0     | 1       | 3     | 4      |
| Celkem | Celkem             | 8     | 8       | 8     | 24     |